# 共济街道
共济街道，是中华人民共和国辽宁省大連市瓦房店市下辖的一个乡镇级行政单位。

## 行政区划
共济街道下辖以下地区：
世纪社区、抱龙社区、李屯社区、德林社区、育红社区、中心社区、胜利社区和于屯社区。